# Imid
U organskoj hemiji, imid je funkcionalna grupa koja se sastoji od dve karbonilne grupe vezane za azot. Ta jedinjenja su strukturno srodna sa kiselinskim anhidridima. Odnosi između estara i amida, i između imida i anhidrida su analogni. Grupe izvedene iz amina su manje reaktivne. U pogledu komercijalnih primena, imidi su najbolje poznati kao komponente polimera visoke jačine.

## Nomenklatura
Termin "imid" označava derivate imida (NH), kao i njegove organske derivate (RN). Organska funkcionalna grupa sadrži dve acilne grupe vezane za NH ili NR.
Većina imida je izvedena iz dikarboksilnih kiselina i njihova imena odražavaju ime odgovarajuće kiseline. Primeri su sukcinimid koji je izveden iz ćilibarne kiseline i fthalimid izveden iz fthalinske kiseline. Za imide izvedene iz amina (vs. amonijaka), N-supstituent se označava prefiksom, npr. N-etilsukcinimid je derivat ćilibarne kiseline i etilamina.
Karbodiimidi, koji imaju formulu RN=C=NR, nisu srodni sa imidima.
Ligand u koordinacionoj hemiji sa formulom NH je poznat kao imid.

## Osobine
Pošto su veoma polarni, imidi su rastvorni u polarnim rastvaračima. N-H centar imida izvedenih iz amonijaka je kiseo i može da učestvuje u vodoničnom vezivanju. Za razliku od strukturno srodnih anhidrida, oni su otporni na hidrolizu.

## Rasprostranjenost i primena
Mnogi polimeri visoke veličine, kao i električno provodni polimeri, sadrže imidne podjedinice, tj. oni su poliimidi. Primer takvog polimera je kapton gde se ponavljajuće jedinice sastoje od dve imidne grupe izvedene iz aromatičnih tetrakarboksilnih kiselina. Drugi primer poliimida je poliglutarimid koji tipično sadrži polimetilmetakrilat (PMMA) i amonijak ili primarni amin, i koji se formira aminolizom i ciklizacijom PMMA na visokoj temperaturi i pritisku, tipično u ekstruderu. Ta tehnika se naziva reaktivna ekstruzija. Komercijalni poliglutarimidni proizvodi bazirani na metilaminskim PMMA derivatima se nazivaju kamaks. Čvrstoća tih materijala odražava krutost imidne funkcionalne grupe.
Zainteresovanost u bioaktivnost imidnih jedinjenja je bila podstaknuta ranim otkrićem visoke bioaktivnosti cikloheksimida kao inhibitora proteinske biosinteze u pojedinim organizmima. Talidomid, poznat po neželjenim efektima, je jedan od rezultata tih istraživanja. Brojni fungicidi i herbicidi sadrže imidnu funkcionalnu grupu. Primeri su kaptan, koji je izašao iz upotrebe zbog njegovih karcinogenih svojstava, i procimidon.

## Spoljašnje veze
- : imidi